# Io, Dio e Bin Laden
Io, Dio e Bin Laden (Army of One) è un film direct-to-video del 2016 diretto da Larry Charles e interpretato da Nicolas Cage.
Il film è tratto dalla storia vera di Gary Brooks Faulkner, un cittadino statunitense che tra il 2002 e il 2010 si recò più volte tra le montagne del Pakistan con l'obiettivo di localizzare e catturare Osama bin Laden.

## Trama
Gary Faulkner, un ex carcerato ormai disoccupato, riceve una visione in cui Dio gli ordina di andare in Pakistan e catturare Osama bin Laden.

## Produzione
Il 21 gennaio 2015, è stato annunciato che Larry Charles avrebbe diretto Nicolas Cage in un film sulla storia di Gary Faulkner. Il 19 febbraio, Wendi McLendon-Covey è entrata nel cast. Il 16 aprile è stato annunciato il resto del cast principale, composto da Russell Brand, Denis O'Hare, Paul Scheer e Rainn Wilson.
Le riprese sono cominciate il 30 marzo 2015 e sono terminate il 22 maggio 2015.

## Distribuzione
Il film è stato presentato in anteprima al Leiden International Film Festival il 28 ottobre 2016. Negli Stati Uniti, ha avuto una distribuzione limitata ed è stato diffuso su varie piattaforme video on demand a partire dal 4 novembre 2016, prima di essere distribuito direttamente in home video dal 15 novembre da TWC-Dimension e Anchor Bay Entertainment.
Il film è stato distribuito nelle sale cinematografiche italiane da Koch Media a partire dal 25 luglio 2018.